# Göran Lagervalls Musikstipendium
Göran Lagervalls Musikstipendium utdelas årligen av Göran Lagervalls stiftelse till lärare vid någon av landets musikhögskolor för betydelsefulla pedagogiska insatser. Beslut om priset fattas av styrelsen för Kungliga Musikaliska Akademien.

## Stipendiater
- 2006 – Harri Ihanus
- 2007 – Joakim Anterot
- 2008 – Marianne Khoso
- 2009 – Ingvar Dahl
- 2010 – Mats Jansson
- 2011 – Gunnar Spjuth
- 2012 – Irene Perdahl
- 2013 – Sven Ahlbäck
- 2014 – Lars Ohlsson
- 2015 – Börje Andersson, Petra Hellquist och Annmarie Wangin
- 2016 – Staffan Hedin
- 2017 – Britta Johansson
- 2018 – Björn Hällis
- 2019 – Robert Åkerman[1]
- 2020 – Monica Lindgren
- 2021 – Ragnhild Sandhill-Jurström
- 2022 – Annika Danielsson
- 2023 – Lennart Gruvstedt
- 2024 – Robert Svensson